# Colección Schøyen
La Colección Schøyen es la colección de manuscritos privada más grande del mundo, en su mayoría con sede en Oslo y Londres. Formada en el siglo XX por el empresario noruego Martin Schøyen, comprende manuscritos de todo el mundo que abarcan 5000 años de historia y contiene más de 13 000 artículos de manuscritos.
El elemento más antiguo que integra la colección es la Tablilla de Kushim, con una antigüedad de unos 5300 años. Hay manuscritos de 134 países y territorios diferentes, que representan a 120 lenguas distintas.
La variedad de manuscritos -geográficos, lingüísticos, textuales y materiales- hace que la colección Schøyen sea única en el mundo.